# Maldegem

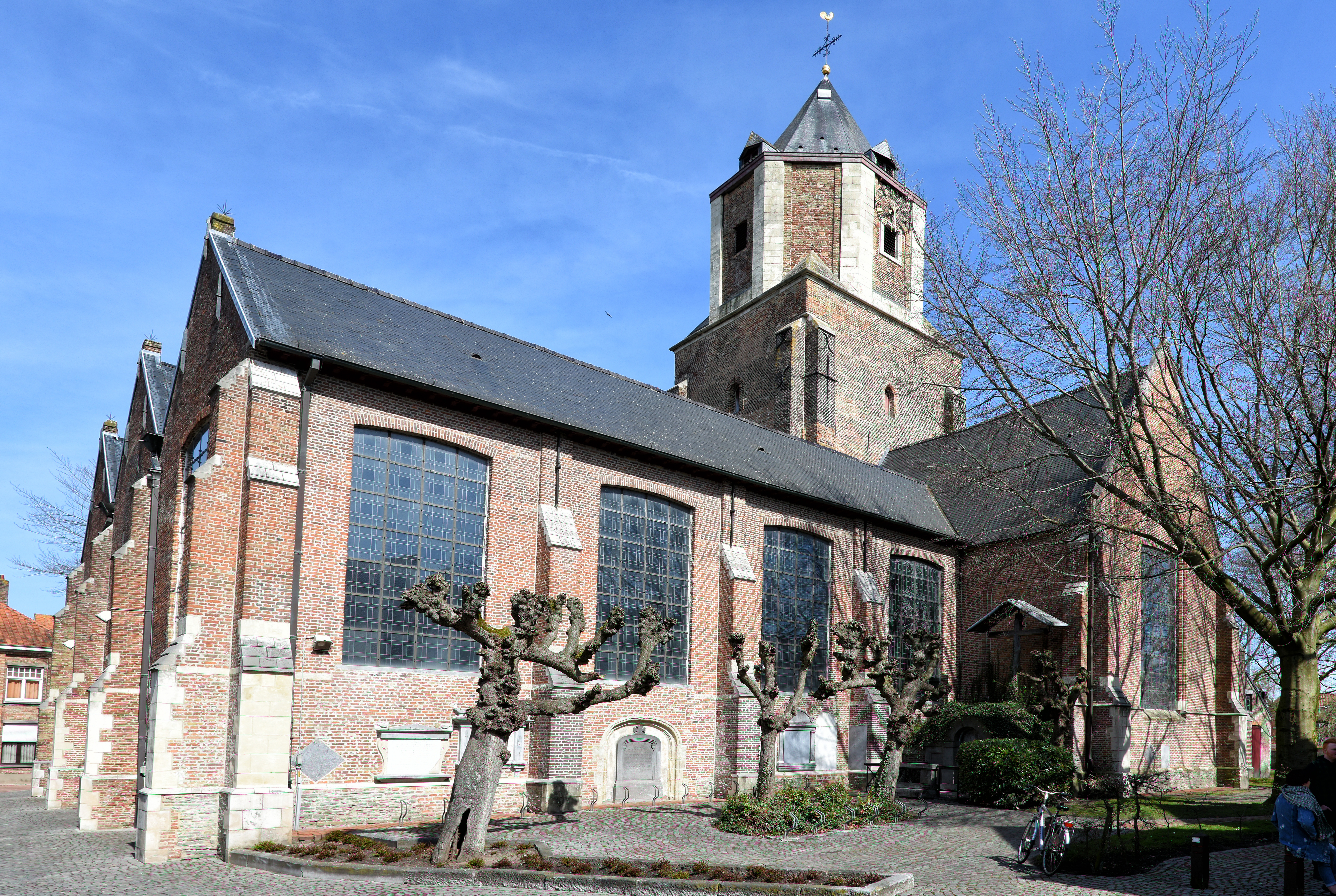
Kirche St. Barbara

Maldegem (auch Maldeghem) ist eine belgische Gemeinde in der Region Flandern. Sie liegt in der Provinz Ostflandern im belgischen Arrondissement Eeklo auf einer Höhe von etwa 10 Metern über NN.

## Orte
Die Gemeinde besteht aus den drei Ortsteilen Maldegem (mit den Dörfern Donk und Kleit), Adegem und Middelburg.

## Lage und Wirtschaft
Maldegem grenzt im Norden an die niederländische Gemeinde Sluis in der südniederländischen Provinz Zeeland (die Landesgrenze befindet sich lediglich 3 Kilometer nördlich).
Die Stadt Brügge liegt 16 km westlich, Gent 25 km südöstlich, Antwerpen 65 km östlich und Brüssel 73 km südöstlich (alle Angaben in Luftlinie zum jeweiligen Zentrum).
Bei Aalter, Beernem, Brügge und Gent befinden sich sowohl die nächsten Autobahnabfahrten an der belgischen A10/E 40 als auch die nächsten Bahnstationen. Die Bahnlinie Gent-Eeklo-Maldegem wird zwischen Eeklo und Maldegem im regulären Personenverkehr nicht mehr bedient. In Brügge, Gent, Antwerpen und Brüssel halten neben Zügen des Regionalverkehrs auch internationale Züge wie zum Beispiel die Thalys. Die nächsten bedeutenden Flughäfen befinden sich bei Antwerpen und Brüssel.
Für die Wirtschaft sind der Gartenbau (u. a. mehrere Baumschulen) sowie viele Kleingewerbe und -betriebe von Bedeutung.

## Geschichte und Sehenswürdigkeiten
In den Jahren 1984 bis 1992 wurden die Spuren des römischen Militärlagers Kastell Maldegem entdeckt und archäologisch erforscht. Das Kastell und heutige Bodendenkmal hatte eine Seitenlänge von mehr als 155 Metern und diente zwischen den Jahren 170 und 175 zur Abwehr räuberischer Überfälle der Chauken. In dem Militärlager war eine unbekannte, teilberittene Kohorte (rund 500 Soldaten) stationiert. Zwar wurde das Kastell bereits 175 durch das nahe gelegene Kastell Aardenburg ersetzt, die römischen Spuren in Maldegem reichen jedoch noch über die Kastellzeit hinaus bis ins dritte Jahrhundert. Von dem Kastell ist im Gelände nichts mehr zu sehen.
Ortsnamen mit der Endung -gem leiten sich vom fränkischen „-haim“ her, der erste Teil bezieht sich auf den Namen eines Ortsbesitzers aus dem 10. Jahrhundert.
Der Ort liegt an einem alten Weg von Oudenburg nach Antwerpen. Das südlich gelegene Maldegemveld ist ein Heidegebiet und wurde bereits 1170 in einem Dokument erwähnt. Hier lag bis zum Ende des 16. Jahrhunderts der Ort Papinglo, eine typische religiöse Siedlung mit einer dazugehörigen Kapelle, mehreren Priestern, Laienbrüdern und -schwestern. Von 1187 bis 1537 war die Kapelle in Betrieb, nachdem sie 1476 verkleinert worden war. Es gab auch einen Friedhof.
Die Herrschaft Maldegem, zu der auch Adegem und Sint-Laureins gehörten, war bis 1483 im Besitz der Herren (und späteren Grafen) von Maldeghem. Diese besaßen an der Stelle Kasteel Reesinghe eine Burg, später ein Renaissanceschloss, dessen Ruine im 19. Jahrhundert beseitigt wurde. Philipp III. von Maldeghem war um 1300 ein Gefolgsmann des Grafen Guido von Flandern. 1483 folgte die Familie Van Halewijn und später die Familien van Claerhout, Vilain, Zuniga y Mendoza und De Fonseca y Ayala, danach kam die Herrschaft an das Haus Croÿ. 1858 erbaute der 1822 geadelte Charles-Honoré Pecsteen hier das noch bestehende neugotische Schlösschen Reesinghe. Das sogenannte Sint-Annakasteel ist ein kleiner Bau von 1860 an der Stelle eines 1273 von Arnulf van Maldegem gestifteten Hospitals, das ab Mitte des 16. Jahrhunderts zu einem Gutshof wurde, den ab 1669 Pieter Goeman besaß, dem sein Schwiegersohn Jacob Pecsteen folgte.
Im Ortskern von Maldegem befinden sich einige historisch interessante Bauten, z. B. die Kirche St. Barbara, das Diakonenhaus (dekenij) sowie ein kleines Schloss, das Sint-Annakasteel.

## Persönlichkeiten
- René Pinchart (1891–1970), Turner
- Noël Foré (1932–1992), belgischer Radrennfahrer, geboren in Adegem
- Emiel Verstrynge (* 2002), Radrennfahrer

## Städtepartnerschaften
Seit 1967 besteht eine Partnerschaft mit der deutschen Stadt Lampertheim. Außerdem gibt es eine derartige Verbindung zu Wierden in den Niederlanden.